# علي بن عبد العزيز
أبو الحسن علي بن عبد العزيز علي بن عبد العزيز بن المرزبان بن سابور بن شاهان شاه البغوي،المكي، نزيل مكة، من أئمة ورواة الحديث الثقات، ولد سنة بضع وتسعين ومائة. جمع، وصنف «المسند» الكبير، وأخذ القراءات عن أبي عبيد، وغيره، مات سنة ست وثمانين ومائتين وقيل: سنة سبع.

## روايته للحديث النبوي
- سمع: أبا نعيم، وعفان، والقعنبي، ومسلم بن إبراهيم، وموسى بن إسماعيل، وأبا عبيد، وأحمد بن يونس، وعلي بن الجعد، وعاصم بن علي، وطبقتهم.
- سمع منه الحروف: أحمد بن التائب، وإبراهيم بن عبد الرزاق، وأبو سعيد بن الأعرابي، وأبو إسحاق بن فراس، ومحمد بن عيسى بن رفاعة، وأحمد بن خالد بن الجباب.
- حدث عنه أيضا: علي بن محمد بن مهرويه القزويني، وأبو علي حامد الرفاء، وعبد المؤمن بن خلف النسفي، وأبو الحسن علي بن إبراهيم بن سلمة القطان، وأبو القاسم الطبراني، وخلق كثير من الرحالة والوفد.
- الجرح والتعديل قال الدراقطني: ثقة مأمون . وقال ابن أبي حاتم : كتب إلينا بحديث أبي عبيد، وكان صدوقا. وقال أحمد بن شعيب النسائي: مقته لأنه كان يأخذ على الحديث. وقال أبو بكر بن السني: سمعت النسائي يسأل عن علي بن عبد العزيز، فقال: قبحه الله، ثلاثا، فقيل : أتروي عنه؟ قال: لا، فقيل: أكان كذابا؟ قال: لا، ولكن قوما اجتمعوا ليقرءوا عليه شيئا، وبروه بما سهل، وكان فيهم إنسان غريب فقير لم يكن في جملة من بره، فأبى أن يحدث بحضرته، فذكر الغريب أنه ليس معه إلا قصعة ، فأمره بإحضارها، وحدث. ثم قال ابن السني : بلغني أنهم عابوه على الأخذ.